# David Ziegler
Pour les articles homonymes, voir Ziegler.
David Ziegler (né le 13 juillet 1748 à Heidelberg et le 24 septembre 1811 à Cincinnati) est une personnalité politique américaine.
Né en Palatinat du Rhin à Heidelberg, il immigre aux États-Unis où il sert dans l'armée.
Il est le premier maire de la ville de Cincinnati, choisi lors de l'élection du 3 avril 1802. Il est réélu l'année suivante, mais refuse de se présenter pour un troisième mandat en 1804. 